# Fabien Barthez
Fabien Barthez (* 28. června 1971, Lavelanet, Francie) je bývalý francouzský fotbalový brankář a reprezentant, vítěz MS 1998 ve Francii a EURA 2000 v Belgii a Nizozemsku. Mimo Francii hrál v Anglii (v Manchesteru United).
Po skončení aktivní hráčské kariéry se dal na automobilový sport, soutěžil mj. v 24 hodin Le Mans.

Od května 2012 působil také jako prezident malého francouzského klubu Luzenac AP.

## Klubová kariéra

### Olympique Marseille
Profesionální kariéru odstartoval v roce 1990 v klubu Toulouse.
Roku 1992 jej odkoupilo Olympique Marseille. Přístavní celek právě zažíval mimořádně úspěšné období. V první sezóně 1992/93 vyhrál Barthez francouzskou ligu i Ligu mistrů. Záhy propukla úplatkářská aféra majitele klubu a Olympique Marseille byl odebrán poslední mistrovský titul a došlo i na přeřazení do druhé ligy.

### AS Monaco
Od roku 1995 do roku 2000 působil v týmu AS Monaco. V letech 1997 a 2000 vyhrál znovu francouzskou ligu, po roztržce s trenérem Claudem Puelem knížecí klub opustil.

### Manchester United
Koncem května roku 2000 se 28letý Barthez domluvil na angažmá s Manchesterem United, se kterým podepsal smlouvu na šest let.
Trenér Alex Ferguson v něm viděl potenciální brankářskou náhradu za Petera Schmeichela, jenž odešel rok před ním. United za Bartheze zaplatil Monaku částku 7,8 milionu liber (£), šlo o nejvyšší částku zaplacenou za brankáře jakýmkoli fotbalovým klubem ze Spojeného království.
Barthez byl třetím brankářem vyzkoušeným od odchodu Schmeichela, ale Mark Bosnich ani Massimo Taibi kouče nepřesvědčili.
Během první sezóny odchytal 30 zápasů v Premier League a svými výkony pomohl k zisku třetího mistrovského titulu v řadě.
Zaujal nekonvenčním brankářským stylem a excentričností.
Proti West Hamu 28. ledna 2001 v rámci FA Cupu na sebe upozornil, když se snažil v 75. minutě zmást soupeřova útočníka Di Cania zvednutím ruky, naznačujíc ofsajd. Paolo Di Canio se však soustředil na balón, který nakonec přesně vsítil do Barthezovy „svatyně“.
Manchester United s londýnským mužstvem padl 0:1 a byl tak vyřazen.
Dále odchytal většinu zápasů v Lize mistrů, kde United dokráčel do čtvrtfinále. Tam po dvou prohrách s Bayernem vypadl.
Koncem července 2001 se během přípravy v Singapuru objevil i v poli jako střídající hráč proti místnímu týmu Singapore Reds při výhře 8:1.
Úvodní ligové utkání proti nováčkovi Fulhamu měl plné ruce práce s mladým útočníkem Louisem Sahou, rovněž z Francie. Saha vstřelil dvě branky, Manchester United doma ale přesto zvítězil 3:2 i díky dvěma brankám Ruuda van Nistelrooye.
Ve své druhé sezóně s Rudými ďábly skončil s týmem v tabulce třetí, těsně za úhlavním rivalem z Liverpoolu. Deset bodů před Manchesterem stanul mistr v podobě Arsenalu. Barthez znovu odchytal Ligu mistrů, ale v říjnu proti Deportivu La Coruña učinil chybu svým typickým vyběhnutím z brány naproti soupeřovi, čehož využil útočník Diego Tristán a po překonání Bartheze zacílil do prázdné. United doma prohráli 2:3, ze skupiny nakonec přesto postoupili.
Nešlo ale o ojedinělý „kiks“, na začátku listopadu využil jeho chyby útočník Liverpoolu Michael Owen při vítězství 3:1 nad United.
Na konci listopadu proti Arsenalu omylem „nahrál“ na gól soupeřovu útočníkovi Thierry Henrymu, svému reprezentačnímu kolegovi. Také tento zápas United prohráli 1:3, tentokrát venku na stadionu Highbury.
V ročníku 2002/03 vyhrál ve dresu Manchesteru druhý ligový titul. Úvodní týdny nového ročníku se potýkal se zraněním kyčle, zastoupil ho proto Roy Carroll. Další konkurencí se měl stát španělský gólman Ricardo, který dorazil těsně před koncem přestupového termínu.
Po zranění se Barthez vrátil mezi tři tyče a pomohl udržet čisté konto u vítězství nad Middlesbrough 1:0.
Poté odchytal 30 zápasů v Premier League. Představení v Lize mistrů skončilo čtvrtfinálovým soubojem proti Realu Madrid. Na začátku dubnu na Santiago Bernabéu inkasoval ve 48. minutě již třetí gól a dvojice Luis Figo a Raúl se tak podepsala pod venkovní prohru United 1:3.
V domácí odvetě Barthez třikrát kapituloval před brazilským útočníkem Ronaldem, který vstřelil hattrick. Anglické mužstvo vyhrálo 4:3, avšak to na postup nestačilo.
Nepovedené výkony na evropské scéně vedly k jeho posazení na lavičku náhradníků, brankářskou jedničkou se v posledních třech kolech stal Carroll.
Sezóna 2003/04 byla Barthezovou čtvrtou a poslední zároveň. Alex Ferguson se rozhodl spoléhat na gólmana Roye Carrolla, Barthez tak odešel hostovat do Olympique Marseille.

## Reprezentační kariéra
V A-mužstvu Francie debutoval 26. 5. 1994 v Kóbe na turnaji Kirin Cup proti Austrálii (výhra 1:0).
Zúčastnil se EURA 1996, MS 1998 (zisk zlaté medaile), EURA 2000 (zisk zlaté medaile), MS 2002, EURA 2004 a MS 2006.

## Úspěchy

### Klubové
- 1× vítěz Ligy mistrů UEFA (1992/93)
- 2× vítěz Ligue 1 (1996/97, 1999/00)
- 2× vítěz Premier League (2000/01,2002/03)

### Reprezentační
- 1× zlato z MS (1998)
- 1× zlato z EURO (2000)
- 1× vítěz Konfederačního poháru (2003)
- 1× stříbro z MS (2006)